# Эллипи

Элиппи на карте восточных земель Ассирии.

Эллипи — древневосточное царство, расположенное на западных склонах Загроса (современный Иран), между Вавилонией на западе, Мидией на северо-востоке, Манной на севере и Эламом на юге. Жители Эллипи были близкими родственниками эламитов.
Период основного развития Эллипи пришёлся на IX—VII века до н. э., что отражено и в археологических исследованиях. Процветание страны обеспечивал контроль над торговыми путями. Они также были торговцами скотом.
В течение VIII—VII веков до нашей эры Эллипи управляла иранизированная династия. Один из царей Эллипи — Дал(ь)та, или Тал(ь)та — платил дань ассирийскому императору Саргону II с 714 года до н. э. В следующем году Саргон вступил в Эллипи, чтобы утвердить своего союзника на престоле, ведь ассирийская ориентация последнего вызвала возмущение его подданных, в том числе и знати. Когда Далта умер, его сыновья Ишпараба (Аспараба), фаворит ассирийцев и Саргона II, и его сводный брат Нибэ, которого поддержал эламский царь Шутрук-Наххунте II, развязали гражданскую войну. В итоге в ней победил Ишпараба, опиравшийся на ассирийскую помощь — Саргон II, послав туда войска семи областеначальников, разгромил Нибэ, запёршегося с 4500 эламскими лучниками в крепости Марубишту.
Впоследствии царство Эллипи был замешано в восстания Мардука-апла-Иддина II, за что жестоко поплатилось в 702 году до н. э., когда ассирийский царь Синнахериб захватил столицу Марубишти. В VII веке до н. э. Эллипи, подвергнувшись киммерийским нашествиям, исчезает из источников.